# Музей-квартира Владислава Титова
Музе́й-кварти́ра Владисла́ва Тито́ва — мемориальный музей, открытый в 1988 году в Луганске в память о писателе Владиславе Титове. Филиал музея истории и культуры города Луганска.

## Общая характеристика
Музей В. Титова находится в однокомнатной квартире, где после трагедии на шахте (в которой Владислав Андреевич лишился рук) проживала семья Титовых. В этой квартире писатель создал первую повесть, держа ручку зубами. В мемориальном музее собраны рукописи, книги и журналы из личной библиотеки, фотографии, документы, награды, сувениры, мебель и личные вещи писателя. Заведует музеем Н. Т. Власова. Музей-квартира сохраняет вещи в том порядке, в котором они находились при жизни писателя. При входе висит шахтёрка, в которой Титов спускался под землю. Стены украшены фотографиями хозяев, рисунками для дочери. На столе — документы, письма, которые писал жене и её родителям. В уголке, что служил «рабочим кабинетом», находится кресло писателя, а также подарки, которые дарили ему известные личности. Телефон закреплён на стене, при нём — специальный рычаг, чтобы с его помощью зубами поднимать трубку.

## Формы работы музея
Сотрудники музея стараются создать формы работы, которые были бы интересны разным возрастным категориям населения. Ведется работа и с людьми с ограниченными физическими возможностями. Музей сотрудничает с луганским областным ПТУ—интернатом, воинами-афганцами из г. Волжского Волгоградской области, которые за собственные средства переиздали повесть Владислава Титова «Всем смертям назло…». Один из экземпляров данного переиздания подарен музею инвалидов войны в Афганистане В. И. Головлёвым, который посещал музей.
В 2012 году в областном Доме творческой интеллигенции «Светлица» прошёл тематический вечер «Музей собирает друзей», приуроченный ко дню рождения лауреата Госпремии Т. Г. Шевченко Владислава Андреевича Титова. На вечер было приглашено более 120 человек, среди них близкие друзья писателя, работники СМИ, писатели, сотрудники библиотек, преподаватели школ, колледжей, вузов, которые активно популяризируют жизнь и творчество Владислава Титова. На мероприятии присутствовала сестра писателя Лидия Андреевна Иванова, которая поблагодарила сотрудников музея и всех присутствующих за память о писателе.
Сотрудники музея устраивают выездные лекции, в которых рассказывают о писателе. В частности, такая лекция была проведена в Луганском областном лицее-интернате с усиленной физической подготовкой «Кадетский корпус имени героев Молодой гвардии», где сотрудники музея-квартиры Т. Н. Власова и Л. В. Ельшова провели лекции с использованием экспонатов музея, рассказали лицеистам о жизни и творчестве знаменитого луганчанина.